# Metsä Group
Die Metsä Group (bis Februar 2012 Metsäliitto) ist ein finnisches Unternehmen der Papier- und Forstindustrie. Die Gruppe ist auf diesem Geschäftsfeld das größte genossenschaftlich organisierte Unternehmen in Europa. Eigentümer der Metsä Group ist die Metsäliitto Cooperative, die wiederum im Besitz von rund 116.000 finnischen Waldbesitzern ist. Unternehmenssitz ist Helsinki.

## Geschichte

Historisches Logo der ehemaligen Metsäliitto

Anfang des 20. Jahrhunderts verbündeten sich mehrere Waldeigentümer Finnlands zur Metsäliitto Cooperative, um bei Preisverhandlungen für Bauholz eine bessere Marktposition zu haben. 1949 eröffnete das Unternehmen erste eigene Sägewerke und stieg zusätzlich zur Bauholzerzeugung auch in die Herstellung von Holzstoff und Papier mit ein.
Die Forstwirtschaft wurde ein wichtiger Bestandteil der finnischen Wirtschaft und so konnte das Unternehmen Anfang der 1960er international expandieren.
2024 ist die Holzbeschaffung für das Zellstoffwerk der Metsä Board im finnischen Kemi in die Kritik von Umweltschützern geraten. Greenpeace erhebt den Vorwurf, dass sich Metsä am „Kahlschlag der letzten unberührten Urwälder Europas“ in Lappland, Nordfinnland, beteilige.

## Gliederung
Die Metsä Group ist ein Tochterunternehmen der Metsäliitto Cooperative, welche wiederum im Besitz von rund 116.000 finnischen Waldbesitzern ist. Sie teilt sich in fünf Sparten auf, welche den gesamten Prozess der Holzstoff- und Papierherstellung abdecken.
- Metsä Forest (Forstunternehmen)
- Metsä Wood (Holzverarbeitung, ehemals Finnforest)
- Metsä Fibre (Zellstoffproduktion)
- Metsä Board, (Papierherstellung, ehemals M-real)
- Metsä Tissue (Weichtissueherstellung)

Die Metsä Group operiert in insgesamt 30 Ländern.